# 武沟乡
武沟乡，是中华人民共和国甘肃省庆阳市镇原县下辖的一个乡镇级行政单位。

## 行政区划
武沟乡下辖以下地区：
孟庄村、冯俭村、张岘村、武沟村、渠口村、惠大庄村、椿岔村和巨沟村。